# آتانی
آتانی (به انگلیسی: Athani) یک منطقهٔ مسکونی در هند است که در بخش بلاگاوی واقع شده‌است. آتانی ۱۵٫۰۰ کیلومتر مربع مساحت و ۶۳٬۶۲۵ نفر جمعیت دارد و ۵۹۰ متر بالاتر از سطح دریا واقع شده‌است.